# Septembre 1850

## Événements
- 9 septembre : la Californie devient le trente-et-unième État de l'Union américaine.

## Naissances
- 2 septembre : Alfred Pringsheim (mort en 1941), mathématicien et artiste allemand.
- 6 septembre : Léon Adolphe Amette, cardinal français, archevêque de Paris († 29 août 1920).
- 15 septembre: Émile Delperée, peintre belge († 9 novembre 1896).
- 17 septembre : Francis von Bettinger, cardinal allemand, archevêque de Munich († 12 avril 1917).
- 18 septembre : Maurice Cossmann (mort en 1924), paléontologue français.

## Décès
- 18 septembre : Constantin d'Hane-Steenhuyse, homme politique Belgique (° 15 novembre 1790).